# Саутист Фербанкс (Аљаска)
Саутист Фербанкс (енгл. Southeast Fairbanks) насељено је место без административног статуса у америчкој савезној држави Аљаска.

## Демографија
По попису из 2010. године број становника је 7.029, што је 855 (13,8%) становника више него 2000. године.
| Група             | 2000.         | 2010.         |
| Белци             | 4.780 (77,4%) | 5.535 (78,7%) |
| Афроамериканци    | 122 (2,0%)    | 76 (1,1%)     |
| Азијати           | 42 (0,7%)     | 64 (0,9%)     |
| Хиспаноамериканци | 167 (2,7%)    | 234 (3,3%)    |
| Укупно            | 6.174         | 7.029         |